# Brgulice

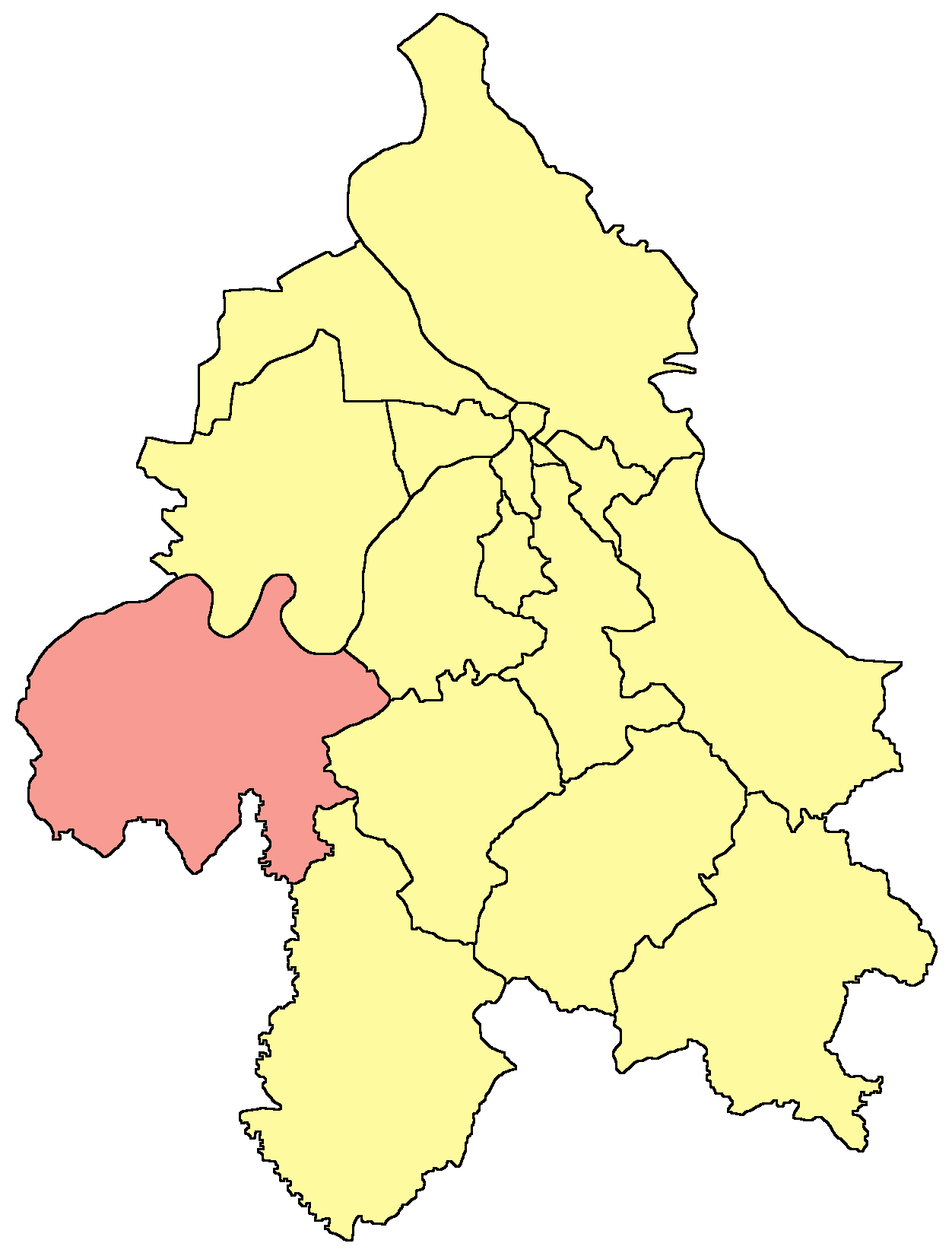
Localisation de la municipalité d'Obrenovac dans la Ville de Belgrade

Brgulice (en serbe cyrillique : Бргулице) est un village de Serbie situé dans la municipalité d’Obrenovac et sur le territoire de la Ville de Belgrade. Au recensement de 2011, il comptait 478 habitants.

## Démographie

### Évolution historique de la population
| 1948 | 1953 | 1961 | 1971 | 1981 | 1991 | 2002 | 2011 |
| ---- | ---- | ---- | ---- | ---- | ---- | ---- | ---- |
| 513  | 476  | 422  | 405  | 377  | 454  | 501  | 478  |

|  |